# Shigeo Hirose
Shigeo Hirose (jap. 広瀬 茂男, Hirose Shigeo; * 1947 in Tokio) ist ein japanischer Erfinder.

## Leben
Hirose besuchte die Hibiya-Oberschule und graduierte 1971 an der Staatlichen Universität Yokohama. Als Hochschullehrer lehrt er Robotik an der Tōkyō Kōgyō Daigaku. 1972 entwickelte Hirose als erster weltweit einen Schlangen-Roboter. Er entwickelte weitere Roboter, die Berghänge hinauf- und hinab klettern können. Insbesondere widmete er sich einem Projekt der UNO, in dessen Rahmen Roboter zur Bergung von Landminen entwickelt wurden.

## Preise und Auszeichnungen (Auswahl)
- 1971: Hatakeyama-Preis
- 2004: Preis der Feuer- und Katastrophenschutzbehörde
- 2006: Ehrenmedaille am Roten Band
- 2008: Carlos Ghosn Award
- 2009: Joseph Engelberger Robotics Award von der Robotic Industries Association
- 2009: Journal of Robotics and Mechatronics Award
- 2014: IEEE Robotics and Automation Technical Field Award (TFA)[1]